# استیون دیویس
استیون دیویس (انگلیسی: Steven Davis؛ زادهٔ ۱ ژانویهٔ ۱۹۸۵) بازیکن فوتبال اهل ایرلند شمالی است.
از باشگاه‌هایی که در آن بازی کرده‌است می‌توان به استون ویلا، فولام، رنجرز و ساوت‌همپتون اشاره کرد.